# Камарена, Кики
Энри́ке С. (Ки́ки) Камаре́на Саласа́р (англ. Enrique S. "Kiki" Camarena Salazar; 26 июля 1947, Мехикали — 9 февраля 1985, Гвадалахара) — американский полицейский. Агент Управления по борьбе с наркотиками.

## Биография
Родился 26 июля 1947 года в Мехикали, Мексика. В 1966 году окончил среднюю школу в Калексико (Калифорния, США).
С 1968 по 1970 год служил в морской пехоте США. После военной службы работал пожарным и полицейским. С 1970 по 1974 год был специальным агентом в группе по борьбе с наркотиками, работал в Калексико (Калифорния).
В 1974 году стал работать в УБН, в Калексико. В 1977 году переехал в офис управления во Фресно. В 1981 году был назначен в офис в мексиканской Гвадалахаре.

## Похищение и убийство
В 1984 году, получив информацию от УБН, мексиканские солдаты уничтожили плантацию марихуаны площадью 1000 гектаров в Альенде (Чиуауа) с предполагаемым ежегодным доходом в 8 миллиардов долларов, известную как «Ранчо Буфало». 7 февраля 1985 года Камарена, считавшийся источником информации, был похищен по приказу наркоторговцев. Камарену пытали на ранчо в течение 30 часов, а затем убили. Агенту вводили наркотики, чтобы он оставался в сознании во время пыток , сдирали кожу с конечностей,а также использовали мексиканские методы пыток . Тело Камарены было найдено недалеко от городка Ла Ангостура, Мичоакан 5 марта 1985 года.

### Расследование
УБН начало операцию «Легенда» — крупнейшее расследование убийства в истории организации. Было создано специальное подразделение для координации расследования преступления, в котором были замешаны правительственные чиновники. Среди них были Мануэль Ибарра Эррера, бывший директор мексиканской федеральной судебной полиции и Мигель Альдана Ибарра, бывший директор Интерпола в Мексике.
Следователи установили, что главными подозреваемыми являются Мигель Анхель Феликс Гальярдо, Эрнесто «Дон Нето» Фонсека Каррильо и Рафаэль Каро Кинтеро. Под давлением США президент Мексики Мигель де ла Мадрид приказал арестовать Каррильо и Кинтеро. Гальярдо, глава наркокартеля, всё ещё обладал политической защитой.
УБН задержало Умберто Альвареса Мачаина, врача, который якобы продлевал жизнь Камарене, чтобы можно было продолжить пытки и Хавьера Васкеса Веласко. Оба были доставлены в США. Мачаин предстал перед судом в 1992 году. Судья постановил, что доказательств в поддержку обвинительного приговора недостаточно. Мачаин был освобождён. Позднее, врач возбудил иск против правительства США, обвинив его в нарушении американо-мексиканского договора об экстрадиции. Верховный суд постановил, что Мачаин не имеет права на защиту.
Другие обвиняемые: Хавьер Васкес Веласко, Хуан Рамон Матта-Бальестерос, Хуан Хосе Бернабе Рамирес и Рубен Суно Арсе, были признаны виновными в похищении Камарены.

## Наследие
В ноябре 1988 года журнал Time поместил Камарену на свою обложку. Кики посмертно получил «Administrator’s Award of Honor», высшую награду УБН. В Калексико в его честь были названы школа, библиотека и улица.
В 2004 году был создан Фонд Энрике С. Камарены, который занимается профилактикой алкоголя, табака и других наркотиков и насилия. В том же году Департамент полиции Калексико воздвиг мемориал, посвящённый Камарене.

## Личная жизнь
У Камарены осталась жена Мика. У пары было трое сыновей — Энрике, Даниэль и Эрик.

## В культуре
В 1990 году вышел мини-сериал «Нарковойны». Камарену сыграл американский актёр Стивен Бауэр.
В 2005 году вышел документальный фильм «Герои под огнём: Праведная месть».
В 2018 году вышел сериал «Нарко: Мексика». Камарену сыграл американский актёр Майкл Пенья.
В 2020 году вышел сериал «Последний агент УБН».